# Eurema senegalensis
Eurema senegalensis is een vlindersoort uit de familie van de Pieridae (witjes), onderfamilie Coliadinae.
Eurema senegalensis werd in 1836 beschreven door Boisduval.